# Oost-Afrikaanse oliepijpleiding
De Oost-Afrikaanse oliepijpleiding (Engels: East African Crude Oil Pipeline of EACOP), ook bekend als de Oeganda-Tanzania-oliepijpleiding (Uganda-Tanzania Crude Oil Pipeline, UTCOP), is een geplande oliepijpleiding, van de olievelden van het Oegandese Albertmeer naar de haven van Tanga (Tanzania) aan de Indische Oceaan. Na voltooiing zou het de langste verwarmde pijpleiding voor ruwe olie ter wereld worden. De aanleg en financiering van het project is omstreden, vanwege de impact op de lokale gemeenschappen en de natuur.

## Financiering
De eigenaar van de pijpleiding wordt EACOP Ltd, een “onderneming voor speciale doeleinden”, volgens een aandeelhoudersovereenkomst waarin het Franse TotalEnergies (62%), Uganda National Oil Company (UNOC - 15%), Tanzania Petroleum Development Corporation (TPDC - 15%) en de Chinese oliemaatschappij China National Offshore Oil Corporation (CNOOC) (8%) participeren.

## Tracé
De pijpleiding vertrekt van de olievelden Tilenga (TotalEnergies) en Kingfisher (CNOOC) in het Oegandese Kibaale, en eindigt op het schiereiland Chongoleani nabij de haven van Tanga, aan de oceaan. De leiding doorkruist daarbij een aantal natuurgebieden, waaronder het Nationaal park Murchison Falls, waar ook een raffinaderij is gepland.

## Historiek
Het project vindt zijn oorsprong in 2004 toen Tullow Oil door de overname van Energy Africa drie exploratieblokken verwierf. In april 2020 verkocht Tullow al zijn olieactiva aan TotalEnergies voor $575 miljoen, om de schuldenlast te verlichten en zijn balans te versterken. In 2006 volgde de bevestiging van commerciële olie- en gasvoorraden in Oeganda. Volgens een aankondiging in maart 2016 zou de bouw van de pijpleiding in augustus 2016 beginnen, en tegen 2020 naar verwachting 200.000 vaten ruwe olie per dag vervoeren. Toch duurde het tot 2021 voor de finale akkoorden werden getekend tussen Oeganda en Tanzania, en pas op 1 februari 2022 viel de definitieve beslissing (Final Investment Decision). Het engineering-, procurement- en constructiecontract (EPC) is gegund aan een joint venture van het Amerikaans-Australische Worley Ltd en China Petroleum Pipeline Engineering. De aanleg zal naar verwachting in de eerste helft van 2023 van start gaan tegen een geraamde begroting van 3 tot 4 miljard US$, al zou de financiering ervan nog niet rond zijn. De eerste olie uit Oeganda wordt dan verwacht in 2025. 